# Kandal
Kandal – wieś w zachodniej Norwegii, w okręgu Sogn og Fjordane, w gminie Gloppen. Wieś leży u ujścia rzeki Kandalselva, na zachodnim brzegu jeziora Breimsvatnet, wzdłuż norweskiej drogi nr 696. Kandal znajduje się 15 km na południowy wschód od centrum administracyjnego gminy Sandane i około 12 km na południe od wsi Re. 
Obszar wsi rozciąga się wzdłuż brzegu jeziora przez około 5 km – od farmy Mykland do farm Ytre Kandal i Nes.